# Puerto Guzmán
Puerto Guzmán é um município da Colômbia, localizado no departamento de Putumayo.